# Israel International 1976
Die Israel International 1976 waren die zweite Auflage dieser internationalen Meisterschaften von Israel im Badminton. Die Titelkämpfe fanden in Aschdod statt. Es nahmen erstmals auch Frauen am Wettbewerb teil. Neben den Teilnehmern aus Israel starteten auch Spieler aus Dänemark und den Niederlanden.

## Sieger und Finalisten
| Disziplin    | Gold                            | Silber                      |
| ------------ | ------------------------------- | --------------------------- |
| Herreneinzel | Victor Yusim                    | Michael Schneidman          |
| Dameneinzel  | Tineke Hof                      | Paloma Reichbart            |
| Herrendoppel | Victor Yusim Michael Schneidman | Nissim Duk Michel Zichi     |
| Damendoppel  | Tineke Hof Devora Geffen        | Paloma Reichbart Toby Quill |

Anmerkungen
1. ↑  Der israelische Verband gibt auf http://badmintoneurope.com Michael Schneidman als Titelträger an, während Schneidman selbst in den untenstehenden Weblinks Victor Yusim als Sieger listet.